# Michael I. Jordan
Michael Irwin Jordan (* 25. Februar 1956 in Maryland) ist ein US-amerikanischer Informatiker und einer der führenden Spezialisten im Bereich des maschinellen Lernens.
Er ist Professor an der University of California, Berkeley.

## Leben und Werk
Er studierte Psychologie an der Louisiana State University mit dem Bachelor-Abschluss magna cum laude 1978 und Mathematik an der Arizona State University mit dem Master-Abschluss in Statistik 1980 und wurde 1985 in Kognitionswissenschaft an der University of California, San Diego bei David Rumelhart promoviert (The Learning of Representations for Sequential Performance). Er war dort Mitglied der PDP-Group. Als Post-Doktorand war er an der University of Massachusetts at Amherst. 1988 wurde er Assistant Professor, 1992 Associate Professor und 1997 Professor am Massachusetts Institute of Technology und 1998 Professor an der University of California, Berkeley. Er ist dort Pehong Chen Distinguished Professor in der Fakultät für Elektrotechnik und Informatik und der Fakultät für Statistik.
Er befasst sich mit Maschinenlernen, wo er statistische Methoden anwandte, neuronalen Netzen, Kernel-Maschinen und Anwendungen in verteiltem Rechnen, Verarbeitung natürlicher Sprachen, Signalverarbeitung, nichtparametrische Bayes-Statistik, Anwendungen der Statistik in der Genetik und probabilistischen graphischen Modellen (wie Bayes-Netzwerke im Maschinenlernen). Mit David Blei (seinem Doktoranden) und Andrew Ng führte er 2002 Latent Dirichlet Allocation ein. Mit Jeff Elman war er ein Pionier Rekurrenter Neuraler Netzwerke in den 1980er Jahren.
Er ist Mitglied der National Academy of Sciences, der National Academy of Engineering, der American Association for the Advancement of Science, der American Academy of Arts and Sciences (2011) und der Royal Society. Er ist Fellow der Association for Computing Machinery, der AAAI, des SIAM, des Institute of Mathematical Statistics (IMS) und des IEEE und Mitglied des International Statistical Institute. 2006 erhielt er den IEEE Neural Networks Pioneer Award, 2009 den ACM-AAAI Allen Newell Award, erhielt einen Presidential Young Investigator Award der National Science Foundation und hielt 2011 die Neyman Lecture des IMS. 2015 erhielt er den Rumelhart-Preis. Er war Medaillon Lecturer des IMS und erhielt 2016 den IJCAI Award for Research Excellence. 2012 hatte er den Chaire d’Excellence der Fondation Sciences Mathèmatiques de Paris. 2018 war er Plenarsprecher auf dem Internationalen Mathematikerkongress (Dynamical, symplectic and stochastic perspectives on gradient-based optimization). Für 2020 wurde Jordan die John-von-Neumann-Medaille zugesprochen. Für 2024 wurde er mit dem BBVA Foundation Frontiers of Knowledge Award ausgezeichnet.